# Anastasius
Anastasius ist ein männlicher Vorname.

## Herkunft und Bedeutung
Beim Namen Anastasius handelt es sich um die latinisierte Variante des griechischen Namens Ἀναστάσιος Anastásios, der wiederum auf die Vokabel ἀνάστασις anástasis „Auferstehen“, „Auferstehung“ zurückgeht. Die Namensbedeutung lässt sich davon abgeleitet erklären als „auferstanden zum neuen Leben durch die Taufe“ oder „am Tag der Auferstehung geboren“.

## Verbreitung
Obwohl Anastasius der Name mehrerer Päpste und byzantinischer Kaiser war, wurde und wird die weibliche Variante Anastasia im Allgemeinen häufiger verwendet.

## Varianten
- Albanisch: Anastás-i, Anastasí-u
  - Diminutiv: Nasti
- Bulgarisch: Анастас Anastas, Анастасий Anastasij
- Französisch: Anastase
- Griechisch: Αναστάσιος Anastásios
  - Altgriechisch: Ἀναστάσιος Anastásios
- Italienisch: Anastasio
  - Latein: Anastasius
- Niederländisch
  - Diminutiv: Staas
- Polnisch: Anastazy
- Portugiesisch: Anastácio
- Rumänisch: Anastasie
- Russisch: Анастас Anastas, Анастасий Anastasij
- Spanisch: Anastasio
  - Lateinamerika: Anastacio
- Ungarisch: Anasztáz

Für weibliche Varianten: siehe Anastasia

## Namenstag
Der Namenstag von Anastasius wird nach Anastasius dem Perser am 22. Januar gefeiert.

## Namensträger

### Päpste
- Anastasius I. (399–401)
- Anastasius II. (496–498)
- Anastasius III. (855) (Gegenpapst)
- Anastasius III. (911–913)
- Anastasius IV. (1153–1154)

### Weitere Persönlichkeiten
Anaastasius / Anastasios
Antike / Mittelalter (chronologisch)
- Anastasios I. (* ≈ 430; † 518), byzantinischer Kaiser
- Anastasios II. († 719 oder 720), byzantinischer Kaiser
- Anastasios I. von Antiochien († 599), Patriarch von 559 bis 570 sowie 593 bis 599
- Anastasios II. von Antiochien († 609), Patriarch von 599 bis 609
- Anastasius der Perser (* ≈ 600; † 628), Mönch, Märtyrer
- Anastasios Sinaites (* ≈ 625; † ≈ 700), Abt des Klosters auf dem Sinai, „Der neue Moses“
- Anastasius, Patriarch von Konstantinopel, 730 bis 754
- Anastasios (Mitkaiser des Thomas) († 823), Mitkaiser des byzantinischen Usurpators Thomas des Slawen
- Anastasios Quaestor (9.–10. Jahrhundert), byzantinischer Dichter und Autor
- Anastasius († 1037), Erzbischof von Gran
- Anastasius von Cluny († 1086), Benediktinermönch

Neuzeit (alphabetisch)
- Anastasius Adam (1795–1848), Schweizer Geistlicher und Mitglied des Minoritenordens, Domprediger in Solothurn
- Anastasius Falck (1706–1761),  bayerischer Karmelit und Prior
- Anastasius Gribanowski (1873–1965), russischer Metropolit und Erster Hierarch der Russisch-Orthodoxen Kirche im Ausland
- Anastasius Grün (1806–1876), österreichischer Schriftsteller
- Anastasius Hartmann (1803–1866), Schweizer Kapuziner, Missionar in Indien, Apostolischer Vikar von Patna bzw. Bombay
- Athanasius Kircher (1602–1680), deutscher Jesuit, Universalgelehrter und Hochschullehrer
- Anastasios Orlandos (1887–1979), griechischer Architekt, Bauforscher und Archäologe
- Johann Martin Anastasius Orth (1676–1755), deutscher Mediziner und Hochschullehrer
- Anastasius von Segraedt (* um 1541; † Anfang 17. Jahrhundert), deutscher Schöffe und Bürgermeister der Reichsstadt Aachen
- Anastasios Soulis (* 1987), schwedischer Filmschauspieler
- Anastasios Yannoulatos (1929–2025), Erzbischof und Oberhaupt der autokephalen orthodoxen Kirche von Albanien